# Tálínský potok
Tálínský potok je pravostranný přítok řeky Blanice v okrese Písek v Jihočeském kraji. Délka toku činí 9,4 km. Plocha povodí měří 25,2 km².

## Průběh toku
Pramení v Píseckých horách na jižním svahu Velkého Mehelníku (633 m), 1,3 km severovýchodně od Nového Dvoru v nadmořské výšce okolo 505 m. Protéká přes Kukle, Tálín, Žďár a Myšenec. Do Blanice ústí u Myšence v nadmořské výšce 374 m. Je na něm několik rybníků - především písničkou proslavený Tálínský rybník. Na horním toku v Píseckých horách je lesní rybník Němec s ostrůvkem, u kterho byly nalezeny stopy středověkého tvrziště.

## Vodní režim
Průměrný průtok Tálínského potoka u ústí činí 0,09 m³/s.